# Кажимера Буйвидова
Кажимѐра Буйвидо̀ва, с родово име Климонто̀вич (на полски: Kazimiera Bujwidowa) е полска обществена деятелка, публицистка и феминистка, съпруга на бактериолога Одо Буйвид.

## Биография
Кажимера Климонтович е родена на 16 октомври 1867 година във Варшава (по това време в границите на Руската империя), в семейството на Людвика (с родово име Шчешневска) и Кажимеж Климонтович. Получава образование за домашна учителка. Впоследствие завършва курс за шивачки.
През 1886 година се омъжва за Одо Буйвид. Започва работа като асистентка в лабораторията за производство на ваксини срещу бяс създадена от мъжа ѝ. Също така учи в Летящия университет. През 1893 година семейството се мести в Краков, където Одо Буйвид започва работа в Ягелонския университет. Кажимера се свързва с Читалището за жени в града, като през 1903 година става съоснователка и първа ръководителка на Секцията за защита правата на жените при читалището. Две години по-късно участва в организирането на Първия конгрес на полските жени. През 1907 година се присъединява към създадения във Варшава Съюз за равноправие на полските жени. На следващата година подкрепя кампанията на Мария Дулембянка за депутат в Галицийския сейм.
Активно участва в борбата за даване право на жени да учат във висши училища. Също така работи за създаване на девически гимназии, които да подготвят момичета за висшите училища.
През 1894 година на Първия конгрес на полските педагози в Лвов прави изказване, в което препоръчва започването на действия по допускане на жени за обучение в университетите. Същата година помага за подаването на петдесет и четири молби от жени за прием в Ягелонския университет. В качеството си на председател на Сдружението за научна помощ за жени (СНПМ) се подписва в петицията изпратена до Държавния съвет на Австро-Унгария във Виена. Акцията завършва с успех, след като първите три студентка са приети в университета.
В същото време започва борба за създаване на девически гимназии. През 1895 година към СНПМ е създадена секция, чиято цел е създаването на девическа гимназия в Краков. На следващата година секцията е преобразувана в Дружество на девическите гимназиални училища. Благодарение на неговите усилия през 1896 година с града е отворена първата девическа гимназия.
В своята публицистична дейност публикува редица статии в женските списания „Нове Слово“ и „Скер“. Няколко години води рубриката „Преглед на женското движение“ в списание „Критика“.
След 1914 година Кажимера се оттегля от обществения живот заради влошено здравословно състояние. Умира на 8 октомври 1932 година. Погребана е на Раковицкото гробище в Краков.